# Свети Илия (Дрен, Прилепско)
Вижте пояснителната страница за други значения на Свети Никола.
„Свети Илия“ (на македонска литературна норма: „Свети Илија“) е православен манастир край прилепското село Дрен, Република Македония. Църквата е под управлението на Преспанско-Пелагонийската епархия на Македонската православна църква.
Манастирът е разположен на два километра южно от селото. Построен е през XIX век, но в началото на XX век католиконът е в руини, като е запазен само престолът. Вероятно манастирът е разрушен от турци. В 1950 година благодарение на ктитора Цветко Георгиоски е изградена малка църквичка, където се събират дренчани на Илинден и на Архангел Михаил. По-късно на нейно място е изграден по-голям храм, осветен на 2 август 1972 година от митрополит Методий Дебърско-Кичевски. В 2008 година тази църква е разрушена и на 7 юни 2008 година са осветени основите на новия манастирски храм. Завършеният католикон е осветен на 26 април 2014 година от митрополит Петър Преспанско-Пелагонийски.
В манастира всяка година традиционно се провежда международната художествена колония „Дрен“.